# Ялаялатабуа, Алефосо
Алефосо Ялаялатабуа (англ. Alefoso Yalayalatabua; 22 января 1977 — 18 июля 2020) — фиджийский регбист, выступавший на позиции пропа.

## Биография
Регбийную карьеру начал в школьные годы на позиции центра, в 2004 году выступал в Израиле на позиции защитника. За свою карьеру отметился выступлениями за местные команды «Намоси» и «Сува» на позиции пропа. В 2007 году выступал в Колониальном кубке за команду «Сува Хайлендерс»; в 2011 году был в составе команды ВМС Фиджи (англ. Navy).
За сборную Фиджи сыграл 10 матчей: дебютную игру провёл 19 мая 2007 года против Самоа в Апиа (поражение 3:8). Второй матч провёл 23 сентября того же года в Монпелье против Австралии, который стал его единственным матчем на Кубках мира (поражение 12:55). Помимо игры за основную сборную, он выступал за вторую команду, известную под прозвищем «Фиджи Уорриорс» (дебютировал в 2007 году в матче против Самоа). Ялаялатабуа сыграл за «летучих фиджийцев» всего 10 матчей, отметившись участием в турне фиджийцев 2009 года по Европе. Его последняя встреча состоялась 26 июня 2010 года в Апиа против Самоа. 
В связи с тем, что Ялаялатабуа был военнослужащим фиджийского флота и имел звание рядового, в 2007 году его бессрочно лишили визы в Австралию и Новую Зеландию и запретили ему как лицу, причастному к государственному перевороту 2006 года, посещать эти страны. Запрет коснулся также помощника тренера фиджийской сборной Семи Рогоява (англ. Semi Rogoyawa). Он привёл к тому, что Алефосо не мог быть вызван в сборную Фиджи для участия в любых матчах на территории Австралии и Новой Зеландии, в том числе и выступления на чемпионате мира 2011 года в Новой Зеландии.
Алефосо Ялаялатабуа скончался 18 июля 2020 года. Он стал четвёртым по счёту умершим игроком из состава сборной Фиджи, вышедшего в четвертьфинал чемпионата мира 2007 года (до него скончались Малели Кунаворе, Джоне Раиломо и Серу Рабени).